# Église Saint-Georges-et-Saint-Quirin de Presles-et-Thierny
L'église Saint-Georges-et-Saint-Quirin est une église située à Presles-et-Thierny, en France.

## Localisation
L'église est située sur la commune de Presles-et-Thierny, dans le département de l'Aisne.

## Historique
Le monument est classé au titre des monuments historiques en 1919.